# هندريك بروير
هندريك بروير (بالهولندية: Hendrik Brouwer)‏ (و. 1581 – 1643 م) هو مستكشف، من هولندا، ولد في هولندا الإسبانية، توفي عن عمر يناهز 62 عاماً.

## مناصب
تولى منصب Governor-General of the Dutch East Indies ‏.